# Cecropia herthae
Cecropia herthae är en nässelväxtart som beskrevs av Friedrich Ludwig Diels. Cecropia herthae ingår i släktet Cecropia och familjen nässelväxter. Inga underarter finns listade i Catalogue of Life.